# Universitat Catòlica San Antonio
La Universitat Catòlica San Antonio, coneguda també com a Universitat Catòlica de Múrcia (UCAM), és una universitat privada, catòlica, situada a Guadalupe, pedania del municipi de Múrcia (Espanya). És propietat de la Fundació Universitària San Antonio, que, igual que la universitat, porta el nom del seu patró: Sant Antoni de Pàdua.

## Història
Erigida canònicament en 1996 de conformitat amb l'article 3.3. de la constitució apostòlica ExCorde Ecclesiae del papa Joan Pau II de 15 d'agost de 1990.

## Campus
La universitat se situa en l'anomenat campus dels Jerónimos, amb una superfície aproximada de 25.000 metres quadrats, d'ells 14.500 construïts, en la pedania de Guadalupe, a 4 km. del centre urbà de la ciutat de Múrcia. Els serveis centrals de la universitat es troben al Monestir dels Jerònimos de San Pedro de la Ñora, edifici de principis del segle xviii que juntament amb la seva església barroca, està declarat Monument Històric-Artístic Nacional des de 1981.
Des del curs 2014/2015 la universitat compta amb un altre campus a la ciutat de Cartagena, en la diputació del Plan, en una antiga instal·lació militar rehabilitada com a campus universitari.

## Oferta d'estudis
Ofereix 24 titulacions oficials de grau i 31 titulacions oficials de postgrau (màster oficials) (Títols verificats per l'Agència Nacional d'Avaluació de la Qualitat i Acreditació). També és possible cursar Títols Propis d'Especialització Professional i l'Escola Superior d'Idiomes.
Destacat
La UCAM es troba en la primera posició del rànquing de la Unió Europea "U-Multirank", com la millor universitat d'Europa per a estudiar Informàtica i Psicologia, destacant sobre les 850 universitats avaluades, i apareixent a més en el lloc 16 d'universitats espanyoles, la primera de la Regió de Múrcia. El grau en Enginyeria Civil apareix en la sisena posició europea.

## Recerca
La recerca es duu a terme especialment en el camp de la nutrició i de la salut, en col·laboració amb altres institucions. En l'actualitat estan actius 17 Programes Oficials de Doctorat i diferent línies de recerca.
Entre els programes de recerca destaca el doctorat internacional en col·laboració amb la FOM – Fachhochschule fuer Oekonomie und Management d'Alemanya.
La UCAM impulsa la recerca teològica i filosòfica, i així àrees com a antropologia, doctrina social, ètica, bioètica i humanitats obtenen protagonisme en totes les carreres.
Cada curs s'organitzen congressos internacionals que han vist la participació d'il·lustres personalitats del món religiós, científic o polític com el llavors cardenal prefecte de la Congregació per a la Doctrina de la Fe, Joseph Ratzinger (papa Benet XVI) o l'excap de l'executiu espanyol José María Aznar; Kiko Argüello, fundador del Camí Neocatecumenal; Javier Echevarría Rodríguez, prelat de l'Opus Dei; el periodista José María García o el traumatòleg Pedro Guillén.

## Polèmiques
Homologació de títols
L'any 2011, es va creure que la UCAM havia convalidat el títol de llicenciat en Dret a 1400 estudiants italians mitjançant el pagament de 3000 euros i a realització d'un curs on-line i un breu examen, evitant així tràmits i proves molt més complicades establertes per la Unió Europea. No obstant això, les recerques realitzades per la Comissió Universitària de Regulació del Seguiment i de l'Acreditació (CURSA), encarregada d'avaluar la qualitat dels títols universitaris, va determinar que la UCAM no estava incomplint cap normativa, perquè la regulació de la Unió Europea obligant els graduats en Dret a passar un examen oficial tenia un període moratori a Espanya, per la qual cosa els títols obtinguts en aquest període van ser obtinguts per un procediment d'acord amb la legalitat.
Suspensió del postgrau en enginyeria de camins
A l'octubre de 2012 el Ministeri d'Educació va suspendre la implantació del seu títol d'Enginyeria de Camins, canals i ports per deficiències en les seves instal·lacions, una sanció inèdita en les universitats espanyoles. Problema que va ser resolt amb l'acreditació del títol posteriorment, i compta en l'actualitat el títol amb una taxa d'ocupabilitat del 98%.

## Esports

### Esport universitari
La UCAM ha comptat amb diversos medallistes olímpics, com Mireia Belmonte, Saul Craviotto, Carolina Marín, Ruth Beitia, Lidia Valentín o Joel González,
de fet, 11 de les 17 medalles aconseguides per Espanya en els Jocs Olímpics de Rio de Janeiro 2016 pertanyen a esportistes becats per la UCAM.
En competicions universitàries, és a dir, aquelles en les quals només competeixen equips formats per estudiants matriculats el titulacions universitàries oficials per l'ANECA, la UCAM compta amb equips pràcticament en totes les disciplines i ha dominat les últimes edicions de disciplines esportives com el Campionat d'Espanya Universitari de Bàsquet Masculí o el Campionat Nàutic de Piragüisme.

### Esport federat
La UCAM patrocina 16 equips federats. ntre aquests equips destaquen el Club Baloncesto UCAM Murcia, el UCAM Murcia Club de Fútbol i el UCAM Voley Murcia.

## Emblemes
Els emblemes de la Universitat Catòlica Sant Antoni venen descrits en l'Article 9è dels seus estatuts:
- "L'escut de la Universitat és un oval doble dins del qual s'insereix, a dalt, la inscripció "Universitat Catòlica Sant Antoni" i, a baix, la inscripció "A.Sr. MCMXCVI", any de la seva fundació; a l'interior del doble oval s'insereix, a dalt, el lema de la Universitat, "In Libertatem Vocati" de l'apòstol Sant Pau, i, en el centre, la imatge agenollada de Sant Antoni de Pàdua amb el Nen Jesús al seu braços."
- "La bandera de la Universitat és de color verd mar, signe de la virtut teologal de l'esperança, amb l'escut de la Universitat en el seu centre."

## Iradio UCAM
Iradio UCAM és la ràdio de la Universitat Catòlica Sant Antoni de Múrcia, un projecte impulsat des de la Facultat de Comunicació a partir del curs acadèmic 2009/10.

## Evangelització i voluntariat
La UCAM és seu de l'Institut Internacional de Caritat i Voluntariat Joan Pau II patrocinat pel Pontifici Consell "Cor Unum" que organitza un campus universitari de treball en Pachacútec, poblat del Districte de Ventanilla (Perú).

## Doctorat honoris causa
Els doctors Honoris causa per la Universitat Catòlica Sant Antoni són:
- 13 de juny de 2006
  - Abelardo Lobato Casado, president de l'Acadèmia Pontifícia Romana Sant Tomás d'Aquino.
  - Joaquín Navarro-Valls, director de l'Oficina de Premsa de la Santa Seu.
  - Javier Azagra Labiano, bisbe emèit de la Diòcesi de Cartagena.
- 13 de juny de 2007
  - Pedro Guillén García, catedràtic de Traumatologia de l'Esport.
- 14 de juny de 2010
  - Antonio Cañizares Llovera, prefecte de la Congregació per al Culte Diví i la Disciplina dels Sagraments.
- 11 de novembre de 2010
  - José María Aznar López, expresident del Govern d'Espanya i president de la Fundación para el Análisis y los Estudios Sociales.
- 13 de juny de 2011
  - Manuel Ureña Pastor, arquebisbe metropolità de l'Arxidiòcesi de Saragossa.
  - Jiménez Collado, catedràtic emèrit de la Universitat Complutense de Madrid, i acadèmic de la Reial Acadèmia Nacional de Medicina.
  - Lars Peterson, Catedràtic d'Ortopèdia de la Universitat de Göteborg.
- 13 de desembre de 2012
  - Jaime Mayor Oreja, diputat del Parlament Europeu.
- 28 de gener de 2013
  - Vicente del Bosque, EX-entrenador de la Selecció de futbol d'Espanya.
- 13 de juny de 2013
  - Antonio López de Silanes, President del Grupo Silanes, expresident de la Fundación Mexicana para la Salud (Funsalud).
- 13 de juny de 2014
  - Juan Carlos Izpisua Belmonte, Investigador del Laboratori d'Expressió Gènica de l'Institut Salk d'Estudis Biològics de La Jolla (Califòrnia, EUA).
- 13 de juny de 2014
  - René Verdonk, professor Emèrit i exdirector del Departament d'Ortopèdia i Traumatologia de la Universitat Estatal Gent (Bèlgica), destacant en l'àmbit de l'empelt i el trasplantament meniscal.
- 23 de març de 2015
  - Thomas Bach, President del Comitè Olímpic Internacional (COI) i medallista olímpic.
- 13 de junio de 2016
  - Antonio María Rouco Varela, cardenal, arquebisbe emèrit de Madrid.

El juny de 2013 es va anunciar la concessió del títol de doctor honoris causa a Benjamin Netanyahu apadrinada per José María Aznar però va ser ajornada sine die després de rebre protestes d'organitzacions acadèmiques, cristianes de base i altres intel·lectuals.